# 마녀(魔女) Part2. The Other One
《마녀(魔女) Part2. The Other One》은 2022년 개봉한 대한민국의 미스터리, 액션 공포 영화이다. 박훈정이 감독과 각본을 맡았으며, 2018년 영화 《마녀》의 속편이다. 250만 관객까지 동원한 것을 생각해보면 조금 망한 작품 같지만 그때 당시에 쟁쟁했던 후보들을 생각해본다면 준수한 성적임이 드러난다.

## 출연진
- 신시아 - 소녀 역
- 박은빈 - 경희 역
- 서은수 - 조현 역
- 진구 - 용두 역
- 성유빈 - 대길 역
- 저스틴 하비 - 톰 역
- 조민수 - 백 역
- 이종석 - 장 역
- 김다미 - 자윤 역
- 변서윤 - 미영 역
- 우강민[1] - 사내 1 역
- 채원빈 - 토우 여자 1 역
- 서이라 - 토우 여자 2 역
- 정라엘 - 토우 여자 3 역
- 김기해 - 토우 남자 역
- 최동구 - 용두패 2 역[2]
- 엄태구 - 마트 행인 역

## 참고 사항
- 우강민과 최동구는 2021년에 개봉한 영화 《유체이탈자》 이후로 2개월만에 재회했다.